# Xixuthrus lunicollis
Xixuthrus lunicollis es una especie de escarabajo longicornio del género Xixuthrus, categorizada en la tribu Macrotomini, de la subfamilia Prioninae. Fue descrita por Lansberge en 1884.

## Descripción
Mide 80-120 mm de longitud.

## Distribución
Se distribuye por Indonesia.